# Шредер, София (1712—1750)
София Шрёдер (швед. Sophia Schröder; 1712 — 29 января 1750) — шведская певица (сопрано).

## Биография
София Шрёдер родилась в Стокгольме в 1712 году в семье немецких эмигрантов. В 1726 году по указу короля Фредрика I женщинам даровали право выступать в королевской придворной капелле, хотя фактически они работали в ней с 1702 года со времён Марии де Кролль. В том же году София Шрёдер и Юдит Фишер были официально приняты в капеллу, став тем самым первыми за двухвековую историю королевской капеллы женщинами-певицами, и в следующем году они пели вместо двоих юношей, которые ранее изображали сопрано. Кроме того, их назначили придворными певицами — впервые после Анн Шабансо де ла Барр, выступавшей в Стокгольме ещё при королеве Кристине.
София пела на концертах как при королевском дворе, так и с 1731 года публично в Дворянском собрании (Риддархусете). Платили ей немного — 300 далеров: это соответствовало самому низкому жалованью придворных музыкантов. Её учителями пения при капелле были Андерс фон Дюбен, Каспер Готтлоб Грюнвальдт, Франс Хиндрих Мейер, Юхан Хельмик Руман, Конрад Арнольди и Якоб Дедеринг. Андерс фон Дюбен высоко оценивал её вокальные способности. С 1740 года вместо вышедшей замуж и покинувшей капеллу Юдит Фишер выступала сестра Софии Густавиана Шрёдер. Кроме них в капелле в «эру свободы» работали также Хедвиг Витте и Сесилия Элисабет Вюрцер.
София Шрёдер пела до самой своей смерти в 1750 году, замужем она не была.